# Seoca (Omiš)
Seoca falu Horvátországban Split-Dalmácia megyében. Közigazgatásilag Omišhoz tartozik.

## Fekvése
Splittől légvonalban 30, közúton 37 km-re keletre, községközpontjától légvonalban 10, közúton 17 km-re északkeletre, Poljica középső részén, a Cetina nagy kanyarulata és a Mosor-hegység napsütéses oldala által határolt területen fekszik. A falu felett északnyugatra emelkedik a Mosor-hegység 642 méter magas része a Kom, valamint az 566 méter magas Orjak. Itt halad át az A1-es autópálya.

## Története
Seoca első lakói a szomszédos Kostanje területéről érkezett pásztorok voltak, akik az itteni hegyi legelőkön legeltették nyájaikat. Első lakhelyeik fából, vesszőből és földből épített és szalmával fedett kunyhók voltak, melyeket selcának vagy seocának neveztek. Ebből a kifejezésből származik a falu mai neve is. A betelepülés idejét szakemberek legkésőbb 1015-re teszik, amikor III. Krešimir horvát király idejében Poljica betagozódott a horvát államba. E kis házak nyomai azonban nem maradtak fenn. Később házaikat már előbb durván, majd finoman faragott kövekből építették, az építéshez pedig meszet használtak. Erről tanúskodik a Szent Antal templom legrégibb, durván faragott kövekből álló fennmaradt részének építési módja. Az építés idejéről ugyan nem maradt fenn írásos adat, de a maradványok konzerválásával foglalkozott Radoslav Bužančić legkésőbb 13. századinak tartja. 
Seoca a középkorban része volt a 13. században alapított, úgynevezett Poljicai Köztársaságnak, mely tulajdonképpen egy jelentős autonómiával rendelkező kenézség volt. Poljica kezdetben a horvát-magyar királyok, majd 1444-től a Velencei Köztársaság uralma alá tartozott. Velence nagyfokú autonómiát biztosított a poljicai települések számára. Jogi berendezkedését az 1490-ben kibocsátott Poljicai Statutum határozta meg, mely egyúttal rögzítette határait is. Területe már nagyon korán, 1495 előtt török uralom alá került és csak 1715-ben a velencei-török háború során szabadult fel a török uralom alól. Ezután ismét velencei fennhatóság alá tartozott, de autonómiájának valamely szintjét végig megőrizte. Poljica önállóságát 1807-ben a bevonuló napóleoni francia csapatok szüntették meg. Napóleon lipcsei veresége után 1813-ban a Habsburgoké lett. 1857-ben 139, 1910-ben 271 lakosa volt. 1918-ban az új szerb-horvát-szlovén állam, majd később Jugoszlávia része lett. A háború után a szocialista Jugoszláviához került. 1991 óta a független Horvátországhoz tartozik. Az 1970-es évek óta lakossága a fiatalok elvándorlása miatt folyamatosan csökkent. 2011-ben a településnek 140 lakosa volt.

## Lakosság
| Lakosság változása | Lakosság változása | Lakosság változása | Lakosság változása | Lakosság változása | Lakosság változása | Lakosság változása | Lakosság változása | Lakosság változása | Lakosság változása | Lakosság változása | Lakosság változása | Lakosság változása | Lakosság változása | Lakosság változása | Lakosság változása |
| ------------------ | ------------------ | ------------------ | ------------------ | ------------------ | ------------------ | ------------------ | ------------------ | ------------------ | ------------------ | ------------------ | ------------------ | ------------------ | ------------------ | ------------------ | ------------------ |
| 1857               | 1869               | 1880               | 1890               | 1900               | 1910               | 1921               | 1931               | 1948               | 1953               | 1961               | 1971               | 1981               | 1991               | 2001               | 2011               |
| 139                | 0                  | 158                | 228                | 229                | 271                | 264                | 263                | 272                | 257                | 276                | 258                | 195                | 173                | 158                | 140                |

## Nevezetességei
- Páduai Szent Antal tiszteletére szentelt római katolikus temploma 1929 és 1939 között épült és bár a padovai szent tiszteletére szentelték, de Remete Szent Antal is ugyanolyan tiszteletnek örvend a településen. A templom szépen faragott kövekből épült négyszögletes apszissal és piramisban végződő harangtoronnyal. Berendezése csak a háború után készült el, felszentelését 1954-ben végezte Franić püspök. 1977-ben megújították, akkor építették a szembemiséző oltárt. A szentélyben Páduai Szent Antal szobra és Remete Szent Antal képe látható. Mivel a kostanjei plébánia filiája csak vasár- és ünnepnapokon tartanak misét benne. 1998-ban az épület renoválásakor épült az új beton kórus és az udvart övező fal is.
- A falu régi Szent Antal temploma[4] az új templomtól 150 méterre északkeletre áll. A 18. század első felében építették, első említése Bizzi érsek 1748-as egyházlátogatásakor történt. A templomot 1985-ben megújították. Fából faragott oltárának képén Szűz Mária, Szent Antal, Szent György és egy nem azonosított szent alakja látható. A templom a legújabb kutatások szerint legkésőbb 13. századi eredetű.
- A település északkeleti részén található egyetlen természeti látványossága a Kretež-hegy oldalában található úgynevezett Török-barlang. A barlangba a déli oldalon levő szűk nyíláson lehet bejutni. Méretei ugyan nem túl nagyok, de mégis nevezetes sztalaktitjairól. Sztalagmitok nem találhatók benne. Mivel kívülről szinte észrevehetetlen régen a lakosság menedékhelyül használta. Kiépített út sem vezetett hozzá, valószínűleg ez is az ellenséggel szembeni védelmet szolgálta.

## Gazdaság
A gazdasági élet alapja a mezőgazdaság, melynek legfontosabb része a szőlőtermesztés volt. Főként a vörös és rozé borok termelése volt jelentős, melynek értékesítése könnyen ment, hiszen jó híre volt és volt utána kereslet. Az adásvétel csak ritkán ment készpénzért, inkább az árucsere volt a jellemző. Az árut szekereken szállították a szomszédos Boszniába, ahonnan a nyári hónapokban gabonát, télen pedig burgonyát és szénát kaptak cserébe. A vevők sokszor házról házra járták a települést és olyan mennyiségben vásárolták fel a bort, hogy Húsvét után az év hátralevő részére egy csepp sem maradt. Fontos termék volt még a cseresznye, a meggy és a füge. Az állattartás területén a juh és a kecske volt a leggyakoribb, általában öt-hat állatot tartott egy háztartás. Háztartásonként egy-egy szarvasmarha is jutott, a módosabbak pedig lovat is tartottak. A szocialista Jugoszlávia idejében a településen megalapították a „Gradac” termelőszövetkezetet. Mivel az árakat ez diktálta, a mezőgazdasági termelés stagnált. Ma  lakosság legnagyobb része a közeli városokba, Omišra, vagy Splitre jár dolgozni, míg másik részük jobbára munkanélküli. Minimális földművelés folyik háztartási célokra.

## Fordítás
Ez a szócikk részben vagy egészben  a   Seoca (Omiš) című horvát Wikipédia-szócikk ezen változatának fordításán alapul.  Az eredeti cikk szerkesztőit annak laptörténete sorolja fel. Ez a jelzés csupán a megfogalmazás eredetét és a szerzői jogokat jelzi, nem szolgál a cikkben szereplő információk forrásmegjelöléseként.